# Gerard Overeem
Gerard Adriaan Overeem (Voorthuizen, 23 oktober 1944 – 28 januari 2025) was een Nederlands beeldhouwer.

## Leven en werk
Overeem bezocht vanaf 1961 de Academie voor Beeldende Kunsten Artibus en volgde aansluitend een opleiding tot steenbeeldhouwer. Hij was een leerling van onder anderen Louis Dusée, Piet Jungblut en Abram Stokhof de Jong. In 1968 studeerde hij af, waarna hij tien jaar bij een steenhouwerij werkte. Van 1978 tot 2009 was hij werkzaam bij Monumentenzorg. Naast deze baan was hij beeldhouwer in zijn atelier aan huis. In diverse plaatsen in Nederland vindt men zijn natuurstenen en bronzen beelden in de openbare ruimte.
Gerard Overeem overleed in 2025 op 80-jarige leeftijd.

## Enkele werken in de publieke ruimte (selectie)
- Vier Heemskinderen (Nijkerk, 1975)
- Hessenman (Heerde, 1975)[2]
- Verkenners die uit Kanaan terugkeren (Voorthuizen, 1988)[3]
- Anastasius Veluanus (Garderen, 1994)[4]
- Gedenkteken Gevallenen (Barneveld, 1999)[5]

## Fotogalerij

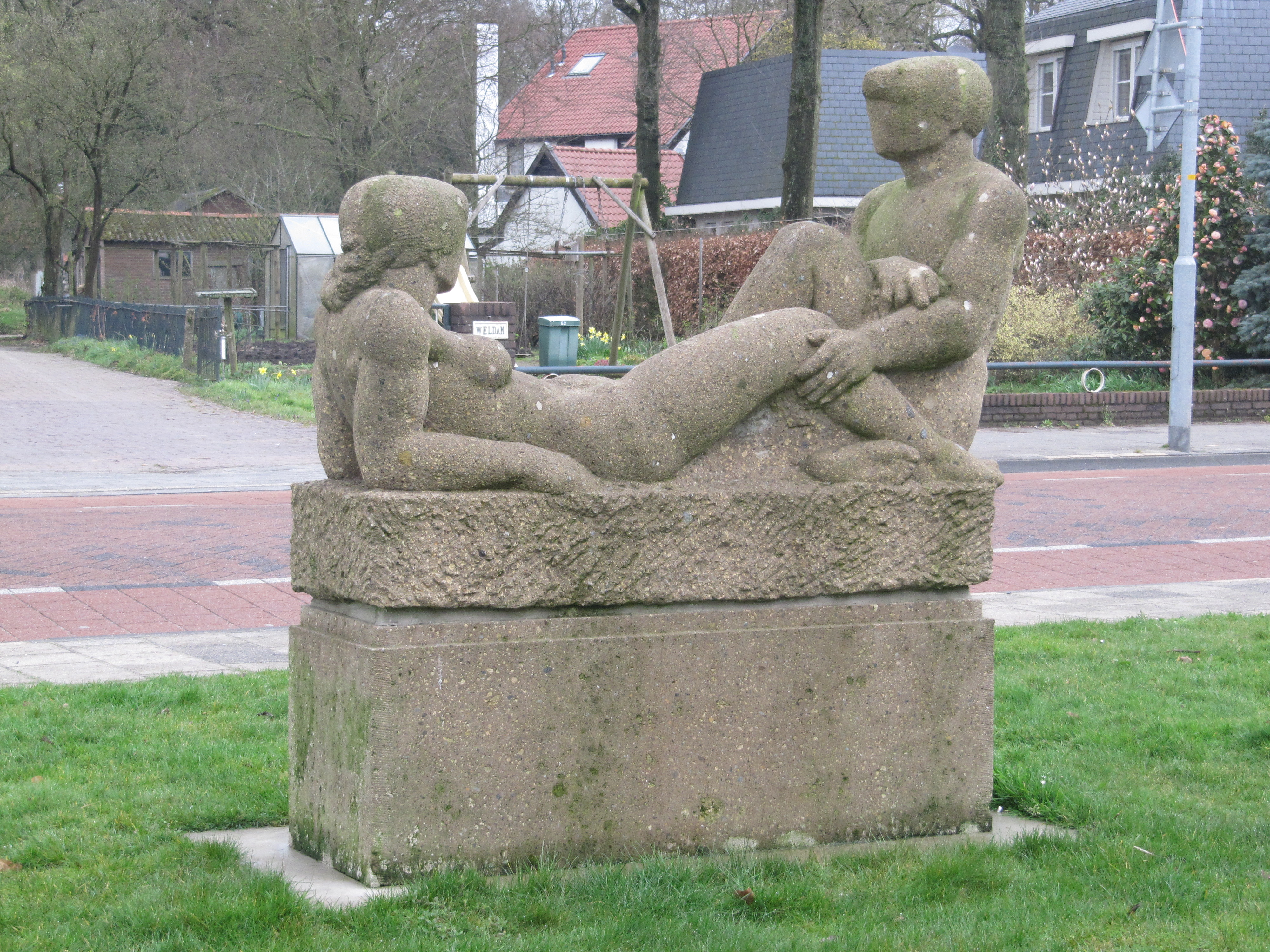
De Volmaakte Mens (1971), Hoevelaken
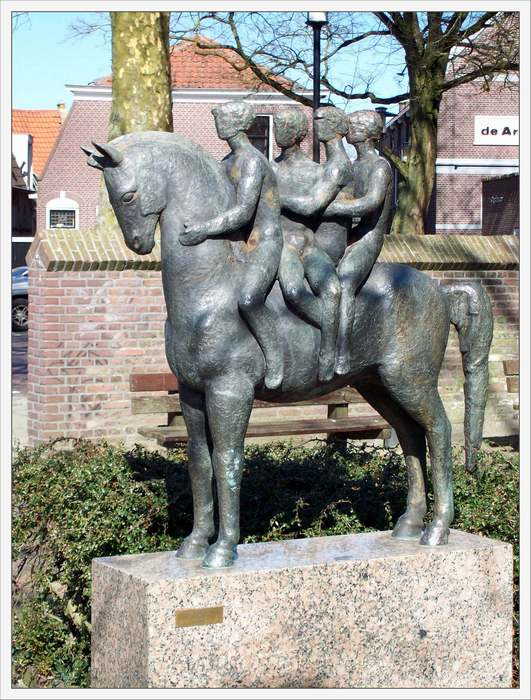
Vier Heemskinderen, Nijkerk
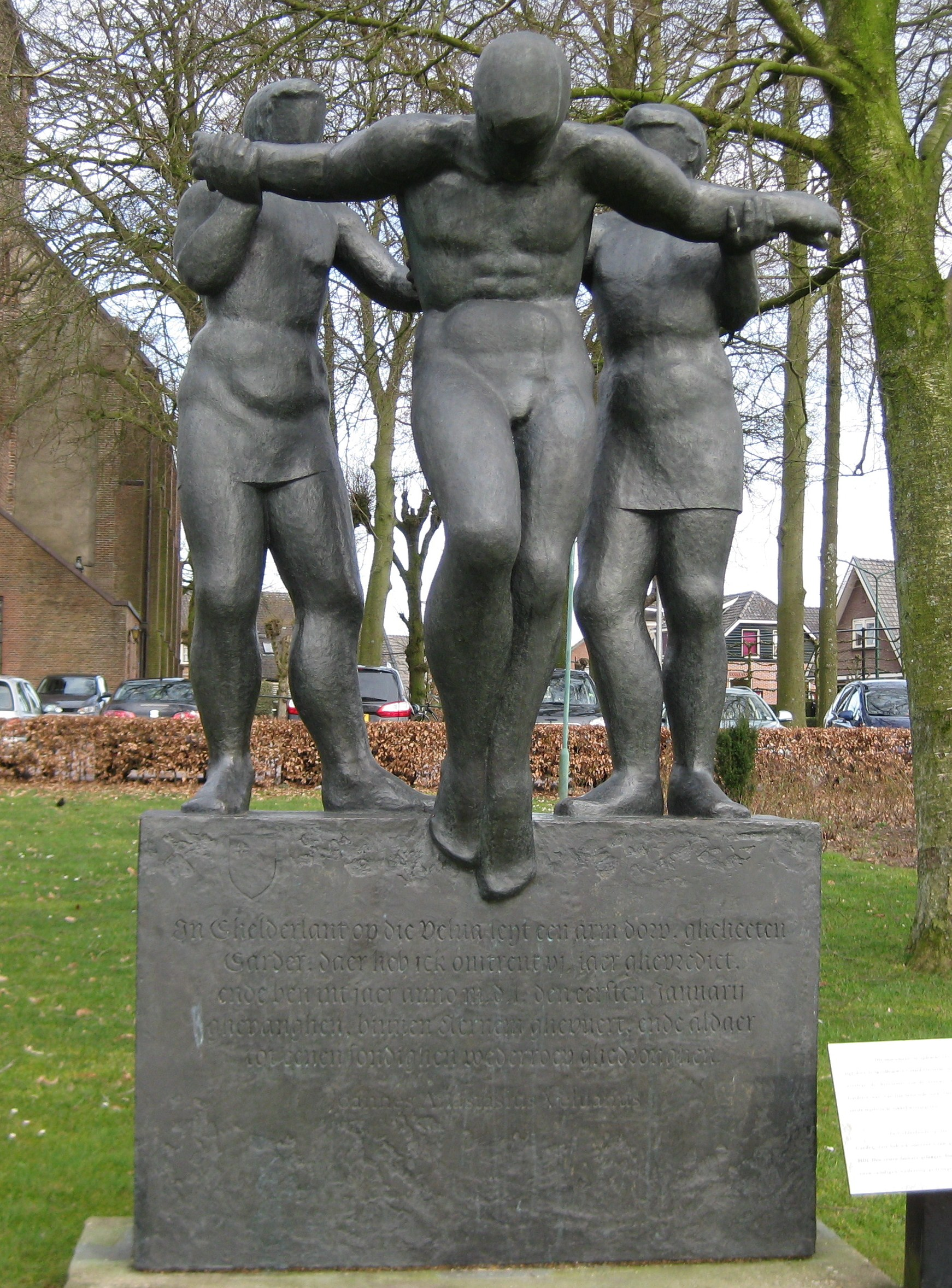
Anastasius Veluanus, Garderen
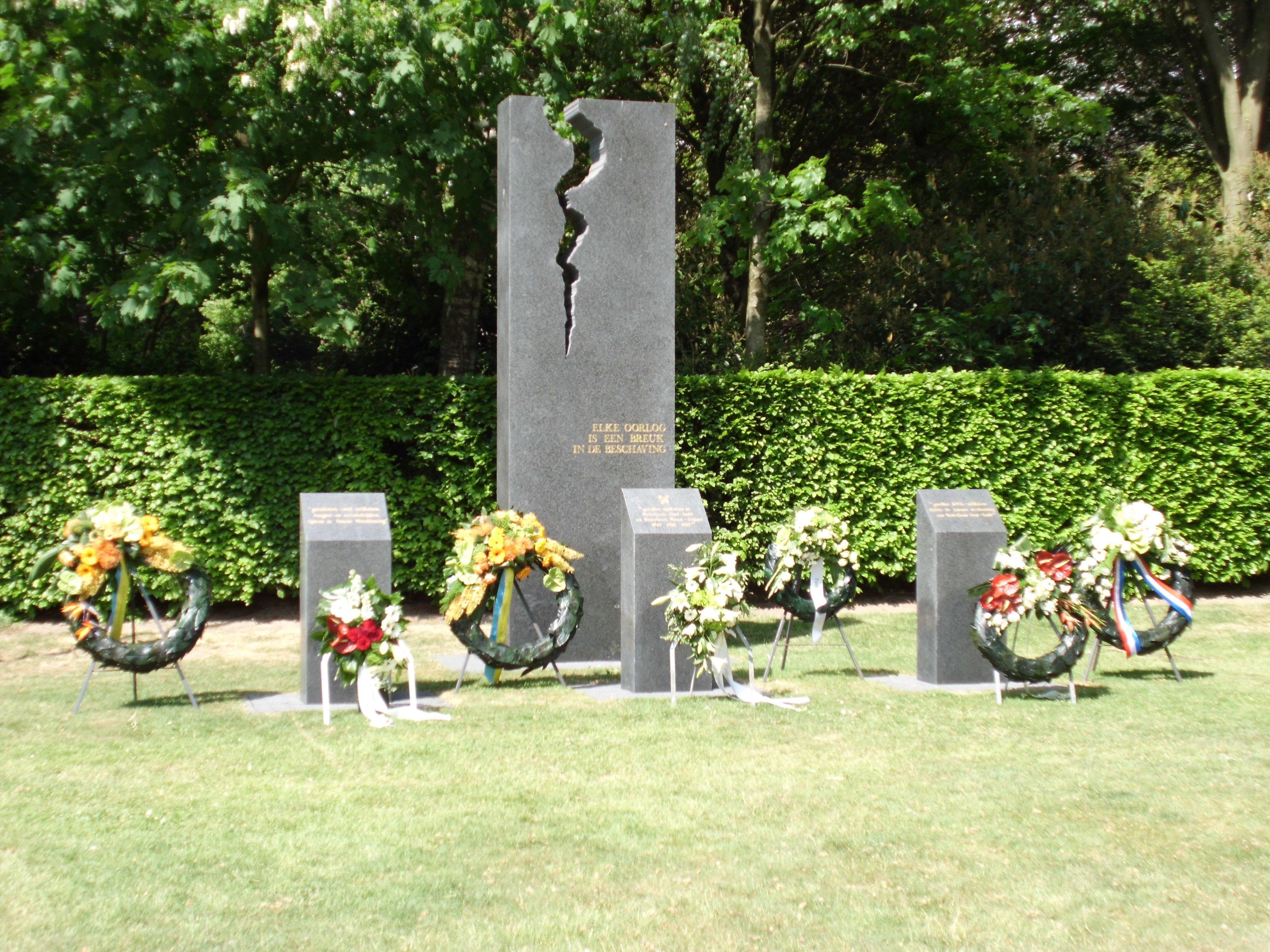
Gedenkteken gevallenen Barneveld